# Moord aan tafel
Moord aan tafel is het vierde deel van de Nederlandse detectiveserie 'Baantjer Inc.' die vanaf het begin werd verzorgd door Ed van Eeden. Appie Baantjer kwam zelf met het voorstel om de reeks te laten verschijnen onder de naam Baantjer Inc.

## Samenvatting
De twee rechercheurs van deze detectiveserie zijn:
- Oscar Graanoogst. Deze ervaren rechercheur heeft Surinaamse wortels en is getrouwd met Henny. Ze hebben twee dochters Cindy en Blossom en twee zoons Chester en Leroy. Hij werkt vanuit het politiebureau in De Pijp aan de Ferdinand Bolstraat en woont in Almere.
- Hendrick Zijlstra. Een jonge slordig geklede jonge rechercheur met een honkbalpetje. Hij woont niet meer thuis bij zijn moeder, maar is via haar, Emmy Zijlstra-de Cock, het neefje van de beroemdste Amsterdamse rechercheur Jurriaan De Cock.

## Verhaal
Professor Arthur van der Struik, 54 jaar, viert in het Amsterdamse restaurant Jungle4Food het feit dat hij die dag, 10 oktober als hoogleraar culturele etnologie de ‘’Graanman Boni Award’’ heeft mogen ontvangen. Ze zitten met zijn zessen aan een tafel voor 10 personen, want vier genodigden zijn niet komen opdagen. Terwijl de gastheer een heildronk wil uitbrengen zakt hij zijdelings ineen op de grond. Volgens patholoog-anatoom Bertels is de hartstilstand veroorzaakt door het curare gif, dat onmiskenbaar is toegediend via een blaaspijltje, dat op de plaats delict is gevonden. En curare is het plantengif dat de Marrons gebruiken, de bevolkingsgroep waarin Arthur zich had gespecialiseerd. Wachtcommandant Vera Keizer stuurde Oscar en Hendrick naar het restaurant na een melding door de ambulancebroeders dat er meer aan de hand is dan een hartstilstand.
De twee rechercheurs brengen de 5 gasten aan tafel in kaart alsmede de 4 afwezige genodigden. Ook de ex-vrouw van Arthur Leandra Welgemoed, die alimentatie ontvangt en een zoon Kodjo heeft krijgen de nodige aandacht. Leandra en Kodjo werden onlangs buiten de verdeling van de erfenis gehouden van Arthur zijn vader. De huidige vriendin van Arthur met wie hij samenleefde, Aisa Zomer, was wel bij het etentje aanwezig. Wetenschappelijk hoofdmedewerker Ulli Vroom was uitgenodigd maar niet komen opdagen en heeft geen alibi. Langzaamaan reconstrueren Oscar en Hendrick binnen het restaurant met hulp van de bedrijfsleider Henk Fischer de eventuele route van de blaaspijpmoordenaar binnen de locatie. Er zijn vele bewakingscamera’s vooral bij de nooduitgang, die allen worden onderzocht. De twee rechercheurs houden zich ook bezig met een studentassistente, Hadewych Bouma, die de nieuwe vlam van Arthur blijkt te zijn.
Oscar bezoekt zijn tante Alie in de Bijlmermeer, om meer te weten te komen van Winti. Maar zij beoefent alleen de witte variant. Hendrick krijgt een genadeloze reprimande van zijn chef Vera Keizer als hij een ochtend ongeschoren en dronken op zijn werk komt. Oom Jurriaan de Cock doet het nog fijntjes over maar helpt uiteindelijk met het recherchewerk middels een algemene raadgeving:
“Je kunt niet vroeg genoeg zijn”
Inmiddels hebben Oscar en Hendrick grote verdenkingen opgevat jegens Aisa Zomer en Ulli Vroom. Na een nachtje ouderwets posten registreren ze samen met collega’s dat Ulli Vroom de nacht doorbrengt bij Aisa. Afzonderlijk verhoor levert de eerste uren geen bekentenis op. Maar dan vraagt Hendrick nog een paar extra uren voor nader recherchewerk aan chef Keizer. Hendrick ontdekt dat op de werkkamer van Ulli aan de VU door 2 getuigen twee blaaspijpjes worden gemist. En door de eerdere camerabeelden van het restaurant te bekijken komt Ulli feitelijk in beeld. Hij had zich in het restaurant in laten sluiten en wordt op foto herkend door bordenwasser Laszio Esterhazi. Oscar keert met deze mededeling eveneens opgetogen naar het politiebureau terug. De twee rechercheurs verhoren de verdachten afzonderlijk en confronteren ze met de fictieve bekentenis van hun misdaadmaatje. Aisa Zomer laat zich door haar advocaat niet tegenhouden en ook Ulli beschuldigt op zijn beurt de afwezig partner. Zaak rond. Ulli schoot met curare in een vooropgezet complot met Aisa.
Vera Keizer houdt na deze bekentenissen een wel erg jolige nabespreking met haar rechercheteam. Ze noemt Hendrick een prima politieman waar zijn oom trots op zal zijn.